# باکلان‌های کوچک
باکلان‌های کوچک (نام علمی: Microcarbo) به اعضای سرده‌ای از باکلان‌های عضو تیرهٔ باکلانان (Phalacrocoracidae) گفته می‌شود. این پرندگان ماهی‌خوار هستند و گردن بلندی دارند.
این سرده دارای اعضای زیر است:
- باکلان تاجدار، Microcarbo coronatus
- باکلان کوچک، Microcarbo niger
- باکلان ابلق کوچک، Microcarbo melanoleucos
- باکلان کوتوله، Microcarbo pygmeus
- باکلان نیزار، Microcarbo africanus